# Bataille de Barcelone
Pour les articles homonymes, voir Siège de Barcelone.
 (août 2024).
Si vous disposez d'ouvrages ou d'articles de référence ou si vous connaissez des sites web de qualité traitant du thème abordé ici, merci de compléter l'article en donnant les références utiles à sa vérifiabilité et en les liant à la section « Notes et références ».
 (août 2024).
Guerre de Trente Ans
Batailles
La bataille de Barcelone se déroule du 29 juin au 3 juillet 1642 pendant la guerre franco-espagnole de 1635-1659. C'est la sixième grande bataille navale opposant les deux pays après les combats de Guetaria (1638), sur la côte basque, de Vado (1638), au large de Gênes, de Cadix (contre un gros convoi, 1640), de Rosas (entre Barcelone et Port-Vendres), et de Tarragone (1641).

## Trois jours de combats

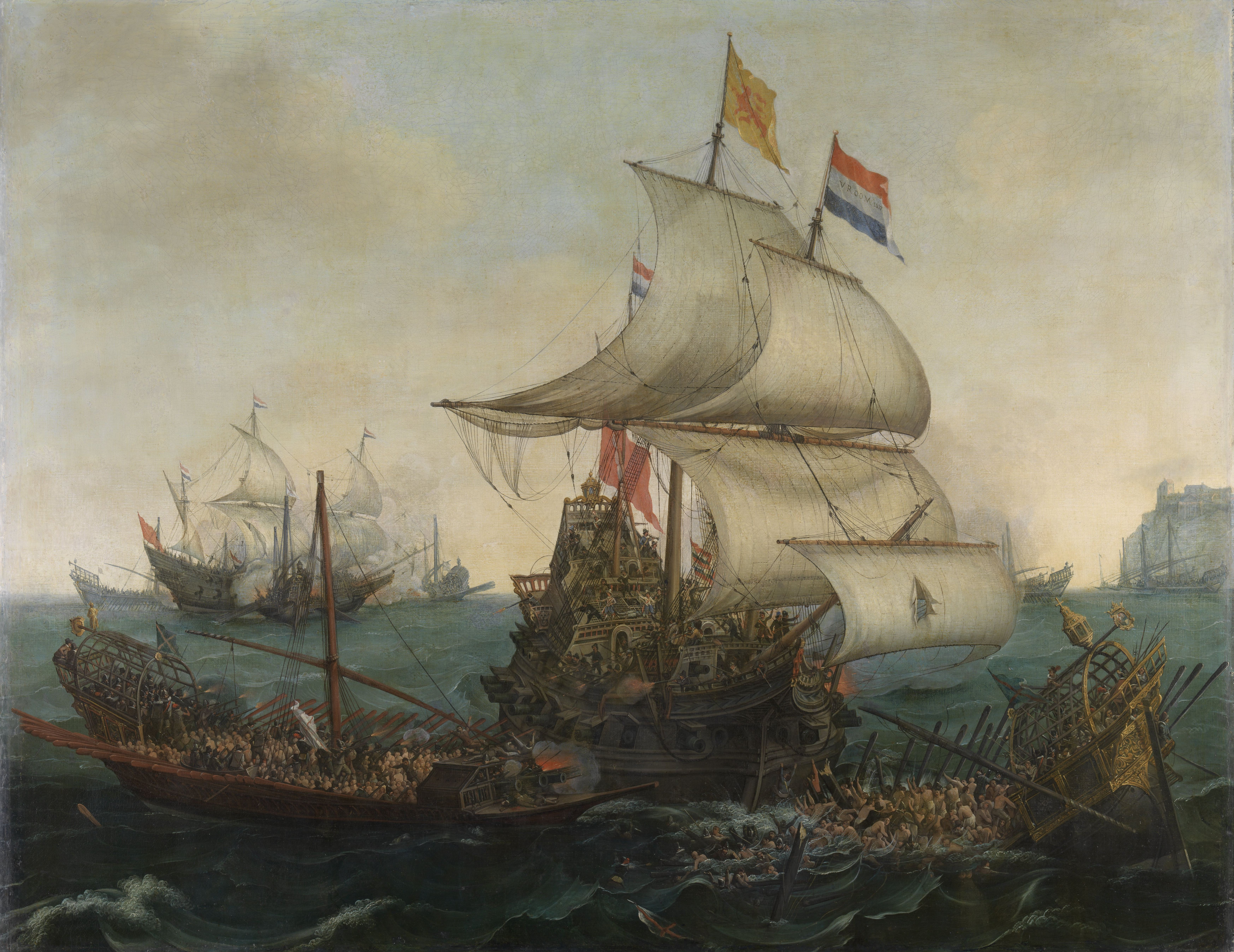
Combat d'un vaisseau contre des galères. Ce tableau néerlandais rend compte avec assez de justesse de ce à quoi a pu ressembler cette bataille navale.

En 1642, une grande flotte quitta Cadix sous les ordres de Juan Alonso Idiaquez en direction de la Catalogne. Elle était composée de 31 galions, 2 frégates, 3 pataches, 6 brûlots, 6 navires avec la logistique et 35 barcos longos, de grandes chaloupes à rames, auxiliaires des galions pour les remorquer faute de vent, dévier les brûlots, etc. L'amiral espagnol disposait au total de 64 navires et 22 galères. Il y avait aussi un convoi de navires chargés de vivres. À cette flotte vient se joindre une escadre de Dunkerque formée de 5 galions et une frégate, ainsi que 8 galères en un premier temps et deux autres un peu plus tard.
Dans le détroit de Gibraltar, ils capturèrent 3 navires hollandais avec un riche chargement d'Orient. En plusieurs escales, ils complétèrent les équipages, arrivant le 29 juin à Barcelone, où ils aperçurent la flotte française de Maillé-Brezé qui bloquait la ville. Maillé-Brézé était passé en Méditerranée avec 20 vaisseaux armés à Brest pour joindre ses forces à l’escadre de Toulon, afin de bloquer par mer Perpignan, déjà assiégée par voie de terre. Maillé-Brézé disposait, après la jonction des deux escadres, de 44 vaisseaux, 17 galères et 13 brûlots.
Le combat s'engagea aussitôt. Mais, il y avait beaucoup de vent, et les galères espagnoles s'étaient séparées. La flotte était donc formée par 36 galions, 3 frégates, 3 pataches, 6 brûlots et les "barcos longos" et 10 galères a proximité. Malgré la nette infériorité, le mauvais état de la mer, le fait qu'il soit déjà 3 heures de l'après-midi et en raison des ordres stricts du comte d'Olivares, les Espagnols n'hésitèrent pas à attaquer, la canonnade se prolongeant jusqu'au coucher du soleil. Le galion Testa de Oro en sortit très malmené, mais put se replier vers les forces espagnoles. Les Espagnols cherchaient systématiquement l'abordage, et les Français l'évitaient par tous les moyens. Ils lancèrent 1 brûlot contre 3 pour les Espagnols mais tous sans résultat. Néanmoins, pendant la nuit, et après une collision nocturne, le galion espagnol Santo Tomás, ingouvernable, se retrouva entre les forces françaises et capitula au petit matin.
Le jour suivant, le combat reprit avec acharnement une fois les galères espagnoles à nouveau incorporées à la flotte. Elle parvint à couper la ligne française par ses trois derniers navires et à aborder le Galion de Guise, un puissant vaisseau de 48 canons, par le galion espagnol Magdalena de 34 canons, créant autour des deux navires un regroupement de navires venus secourir les siens. Les Français lancèrent alors un brûlot contre le vaisseau amiral espagnol. Celui-ci réussit à le dévier, faisant impact sur le Guise. Tous les navires s'éloignèrent, excepté les deux navires empêtrés, qui furent dévorés par les flammes, avec la quasi-totalité des équipages français et espagnol. Le comte Tyrconnel, mestre de camp irlandais, et un capitaine de la même nation périrent pendant le désastre.
Le 3 juillet, la bataille reprit avec vigueur, les Espagnols essayant toujours de parvenir à l'abordage, les Français l'évitant. Le combat tourna au duel d'artillerie, ce qui donna finalement la victoire aux Français : 15 vaisseaux espagnols étaient hors de combat, et les autres forcés à la fuite malgré le ravitaillement réussi de Rosas. Cette victoire coûta 4 navires à Maillé-Brézé, dont 3 brulots. Par contre, il captura un galion espagnol. Les Espagnols eurent 2 navires perdus, l'un coulé et l'autre capturé par les Français, et 2 brûlots aussi perdus. Le combat précipita la chute de Perpignan et la conquête du Roussillon. Il ne fut pas le dernier, la guerre franco-espagnole étant un affrontement de longue haleine. Dès l'année suivante, Maillé-Brézé reparut dans les eaux espagnoles pour livrer bataille et y remporter une nouvelle victoire au cap Gate, près de Carthagène.

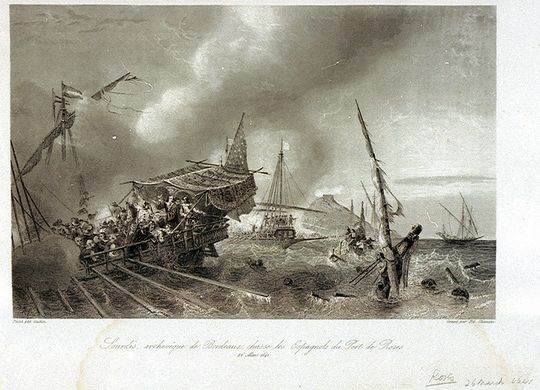
Exemple de combat naval franco-espagnol en 1641.

Rendre compte de ce combat n'est pas facile, car il s'agit d'une mêlée générale typique des batailles navales de cette époque. Les vaisseaux et galions cherchent le duel au canon ou à l'abordage, tandis que les galères tentent de prendre de flanc l'adversaire en ouvrant le feu au dernier moment par leur artillerie de proue installée dans le sens de la marche. La tactique de la ligne de file, caractéristique des combats navals d'après 1650, n'avait pas encore été théorisée, ce qui ne sera fait qu'à l'issue de la guerre civile anglaise (1642-1648) et des premiers affrontements entre la Royal Navy et la flotte hollandaise.

### Sources et bibliographie
- (es) Agustin Ramon Rodriguez Gonzalez, Victorias por mar de los Españoles, Madrid, Biblioteca de Historia, 2006 (ISBN 978-8-496-89957-5), p. 145-147
- Jean-Christian Petitfils, Louis XIII, Paris, éditions Perrin, 28 août 2008, 972 p. (ISBN 978-2-262-02385-0)
- Michel Vergé-Franceschi (dir.), Dictionnaire d’Histoire maritime, Paris, éditions Robert Laffont, coll. « Bouquins », 2002, 1508 p. (ISBN 978-2-221-08751-0 et 978-2-221-09744-1)
- Étienne Taillemite, Dictionnaire des marins français, Paris, éditions Tallandier, coll. « Dictionnaires », mai 2002, 573 p. (ISBN 978-2-84734-008-2)
- Guy le Moing, Les 600 plus grandes batailles navales de l'histoire, Rennes, Marines, 2011, 619 p. (ISBN 978-2-357-43077-8)
- AMAE Mémoires et documents 1744 f. 64-65.